# Der Traum vom grossen blauen Wasser
Der Traum vom grossen blauen Wasser ist ein Dokumentarfilm von Karl Saurer aus dem Jahr 1993 über die Entstehung und Geschichte des Sihlsees: Bilder und Töne eines Hochtals, das beim Bau des flächenmässig grössten Stausees der Schweiz überflutet worden ist.

## Inhalt
Der Film erkundet einschneidende Veränderungen, die von Verlust und Armut wie von Hoffnung und Fortschritt erzählen. Durch Zeugnisse persönlicher und politischer Art werden Widersprüche und Konflikte sichtbar zwischen Modernisierungswillen und Bewahrungsbestrebung, zwischen voralpiner Agrar-Region und industrialisiertem Unterland, zwischen ökonomischen und ökologischen Interessen. Die Zeugnisse direkt Betroffener werden ergänzt durch künstlerische Widerspiegelungen, die sich mit dem grossen Eingriff auseinandersetzen.
Mehr als 1700 Menschen waren durch den Bau des Sees (1932–1937) in ihrer Existenz betroffen. Der Film hält Erinnerungen ausgesiedelter Sihltal-Bauern fest und lässt ehemalige Sihlsee-Arbeiter schildern, unter welch besonderen Bedingungen 120 Höfe zerstört, das künstliche Seebecken, Dämme, Viadukte und die Staumauer für das Etzelwerk erbaut wurden.
Zweimalige Versuche der Rückgewinnung waren erfolglos, der See und das Werk bleiben für weitere 80 Jahre Eigentum der SBB.
Der Film fand national und international Beachtung und wurde 2022 – auch als Beitrag zur aktuellen Energiegewinnungs- und Nutzungs-Debatte – in restaurierter Fassung wiederveröffentlicht.

## Rezeption
Das Journal de Genève schrieb: „Mit viel Intelligenz zeigt dieser Film, wie ein Tal Ende der Dreissiger Jahre zum See wird. Karl Saurer ist eine ausgesprochen schöne ethnologische, ökologische und politische Untersuchung gelungen.“
Der Bund schrieb „Karl Saurer hat nicht die strenge künstlerische Form für seinen Film gewählt, sondern jene des Puzzles, der Vielfalt und der Kontraste etwa mit historischem Foto- und Filmmaterial und gibt damit dem Publikum statt einer lehrerhaften Lektion ein Gefühl des Vertrauens und der Vermittlung von Heimat und Verwurzelung.“
Kinok schreibt: „In seinem Film entwirft Saurer ein Bild dieses Ereignisses und der damit verbundenen Widersprüche und Konflikte zwischen agrarischer Bergregion und industrialisiertem Unterland, regionalen und nationalen Bestrebungen, ökonomischen und ökologischen Interessen.“